# شوقي حبيب
شوقي يوسف حبيب (1929-2018) هو شاعر ومربّي فلسطيني. ولد في قرية إعبلين في فلسطين عام 1929. تلقى تعليمه الابتدائي في مدرسة عبلين الرسمية ومن ثم في مدرسة شفا عمرو الرسمية، وتلقى دراسته الثانوية في كلية تيراسنطة في القدس وتخرج منها حاملاً شهادة «مترك فلسطين» وشهادة «مترك لندن»، ومن ثم التحق بالكلية الرشيدية في القدس لمدة فصل مدرسي واحد وعاد إلى قريته بسبب سوء الأحوال الأمنية في القدس آنذاك.
مع قيام إسرائيل عُين معلماً في عدة مدارس منها إعبلين وشفاعمرو والناصرة. ومن ثم التحق في التخنيون في مدينة حيفا، وتخرج منه في صيف 1956 حاملاتً شهادة B.Sc في الهندسة الكيماوية ولم يعط له المجال للعمل في هذه المهنة فعاد إلى مهنة التعليم في المدرسة المعمدانية، في الناصرة حيث أصبح مديراً للمدرسة الثانوية البلدية في 1 نوفمبر 1966.
في الأول من يناير 1970 اختير مفتشاً قطرياً للعلوم في المدارس الاعدادية والثانوية العربية في البلاد حيث عمل على تطوير الفروع العلمية فيها كما عمل على فتح العديد من المدارس الثانوية والجديدة. وضع شوقي حبيب أثناء عمله معلماً ومفتشاً سلسلة كتب الكيمياء المدرسية من أربعة أجزاء ساعدت في حل أزمة الكتب المدرسية باللغة العربية كما وترجم العديد من الكتب في الكيمياء والفيزياء والأحياء للمدارس الإعدادية والثانوية.
في 1 أغسطس 1994، احيلَ للتقاعد ومنذ ذلك الوقت يقضي وقته في كتابة الشعر، وفي عام 2002 أصدر مجموعته الشعرية تحت عنوان «آمال وآلام».

## وفاته
تُوفي شوقي حبيب في 7 يناير 2018، وشُيعَ جثمانه في 8 يناير 2018 من كنيسة الروم الأرثوذكس في عبلين.